# Laffly
La Laffly fu una azienda metalmeccanica e poi casa automobilistica francese attiva dalla metà del XIX secolo ai primi anni cinquanta.
La sua produzione fu incentrata principalmente su veicoli commerciali, quali autocarri, veicoli di servizio, tra cui autopompe, e ad uso militare, questi ultimi sviluppati per l'Armée de terre, l'esercito francese, ed utilizzati nel periodo interbellico e durante la seconda guerra mondiale.